# Antígona (filla de Laòmedon)
Antígona (en grec antic Ἀντιγόνη), segons la mitologia grega, va ser una filla de Laomedó de Troia i germana de Príam de Troia.
Antígona de Troia és una figura menor en la mitologia grega. Antígona, que era una jove d'extraordinària bellesa, va afirmar que la seva cabellera era més bonica que la de la deessa Hera. Hera, irritada per aquesta afirmació, li va transformar els cabells en serps. Més endavant, els déus es van compadir d'ella i la va convertir en una cigonya, que és un ocell enemic de les serps